# Inocybaceae
The Inocybaceae là một họ nấm trong bộ Agaricales. Đến năm 2008, họ này có 13 chi và 821 loài.

## Hình ảnh

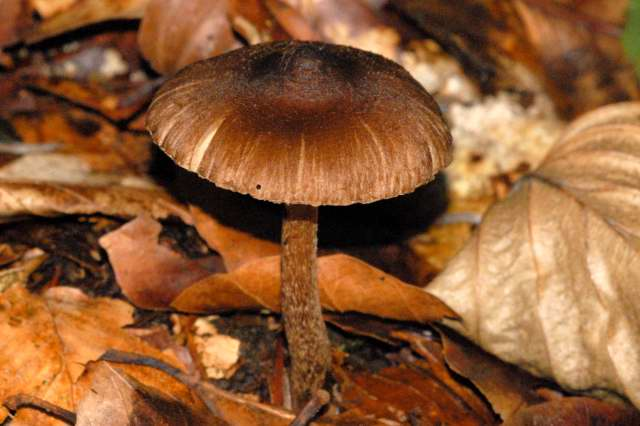
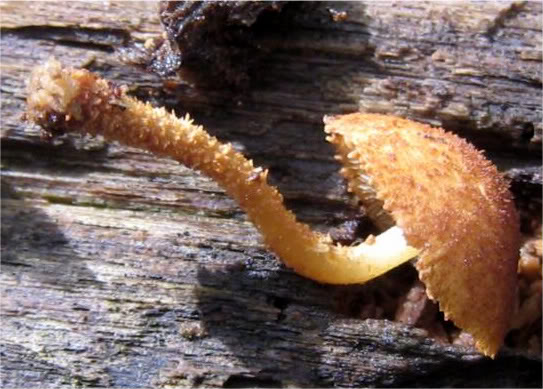
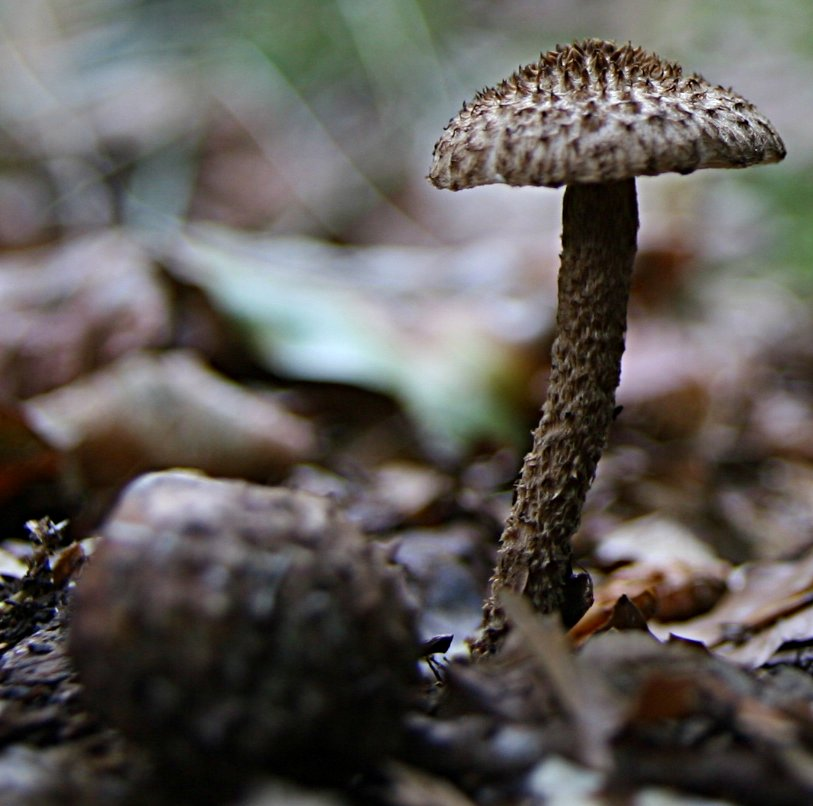
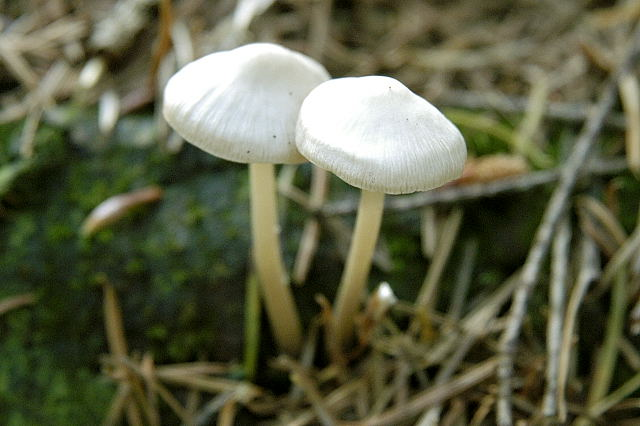